# Diversidad sexual en Brunéi
Las personas del colectivo LGBT en Brunéi se enfrentan a ciertos desafíos legales y sociales no experimentados por otros residentes. Las personas de diversidad sexual y de género no son reconocidas ni aceptadas socialmente, siendo la sociedad mayormente conservadora, persistiendo la violencia, la discriminación y la persecución de las personas LGBT en el país. La actividad sexual entre personas del mismo sexo es ilegal y se castiga con 30 años de prisión o pena de muerte.

## Legislación y derechos

### Criminalización de la homosexualidad
El Sultanato de Brunei tiene un sistema jurídico dual o híbrido, en el que el derecho común y la ley de la Sharía se aplican en paralelo. En virtud del artículo 82 del Decreto del Código Penal de la Syariah de 2013, se puede imponer la pena de muerte por actos de liwat (sodomía). El artículo 92(3) tipifica como delito el musahaqah (actos de lesbianismo), que puede dar lugar a una multa, una pena de prisión de hasta 10 años, la flagelación o una combinación de ambas.
El artículo 377 (Cap 22) del Código Penal Secular de 1951, tipifica los "delitos contra natura", definidos como "las relaciones carnales contra natura con cualquier hombre, mujer o animal". En 2017, la Orden de Reforma al Código Penal (2017), aumentó las penas impuestas bajo el artículo 377 del Código Penal secular a prisión de hasta 30 años y latigazos. Anteriormente, el castigo era prisión de hasta 10 años y una multa.

### Reconocimiento de las parejas del mismo sexo
No existe ningún tipo de reconocimiento hacia las parejas formadas por personas del mismo sexo en forma de matrimonio o de unión civil en Brunéi, por ende, el Estado bruneano tampoco reconoce a la familia homoparental. En Brunéi no está prohibido constitucionalmente el matrimonio entre personas del mismo sexo.

### Leyes y medidas antidiscriminación
Brunéi, al igual que otros países del Sudeste Asiático, no posee ningún tipo de legislación, norma, medida o artículo en el código penal que prohíba la discriminación por motivos de orientación sexual o identidad y expresión de género en áreas como en el acceso al empleo, la educación, los servicios de salud, el acceso a la justicia, la vivienda o el acceso a lugares y/o establecimientos tanto públicos o privados, entre otros.